# أحمد علي (لاعب كرة قدم صومالي)
أحمد علي (بالهولندية: Ahmed Ali) هو لاعب كرة قدم هولندي وصومالي، ولد في 23 أكتوبر 1990 في الصومال.

## وصلات خارجية
- أحمد علي على موقع ناشيونال فوتبول تيمز (الإنجليزية)